# Trinomys moojeni
Trinomys moojeni là một loài động vật có vú trong họ Echimyidae, bộ Gặm nhấm. Loài này được Pessôa, Oliveira, & Reis miêu tả năm 1992.

## Hình ảnh

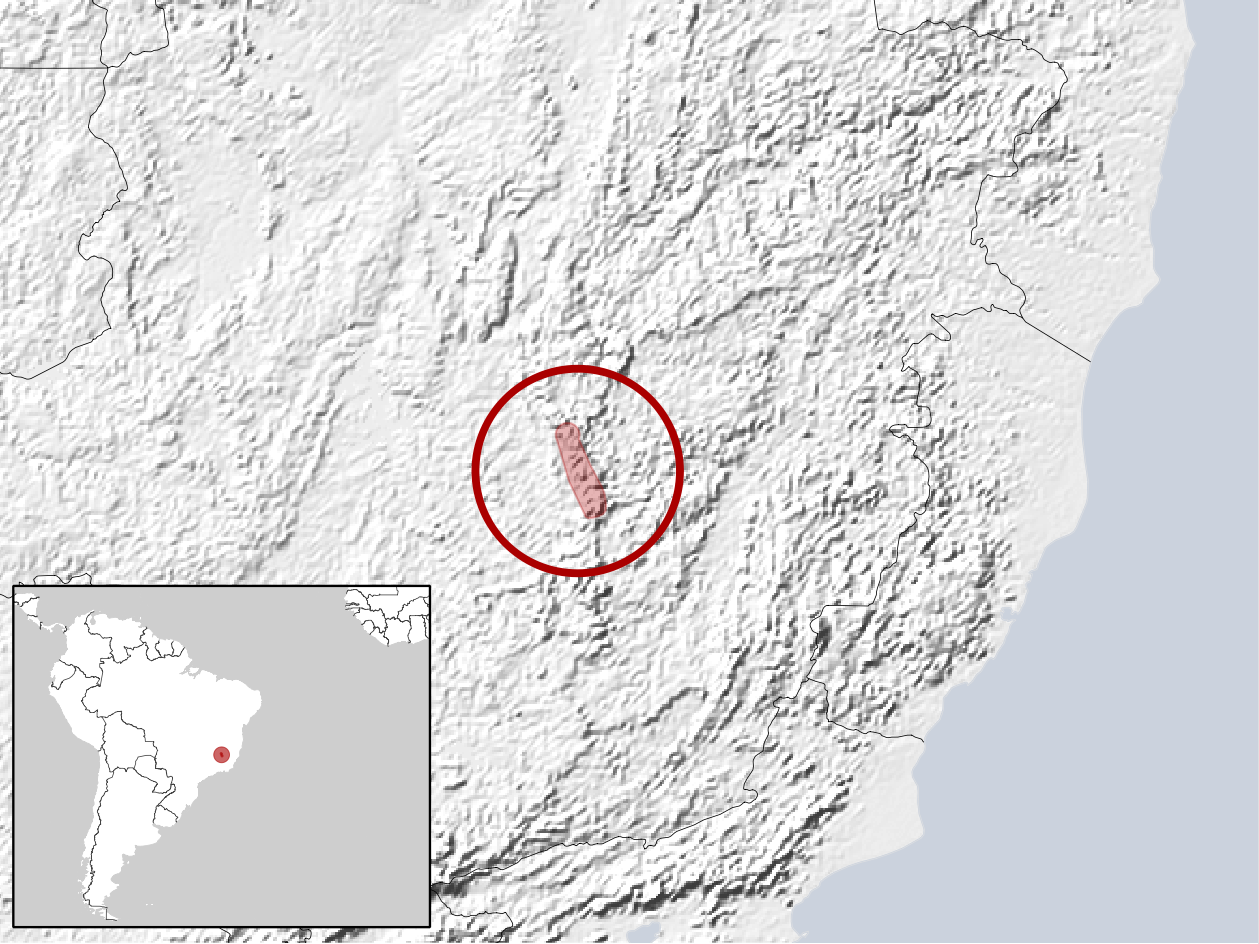